# Pyla (djur)
Pyla är ett släkte av fjärilar som beskrevs av Augustus Radcliffe Grote 1882. Pyla ingår i familjen mott.

## Bildgalleri

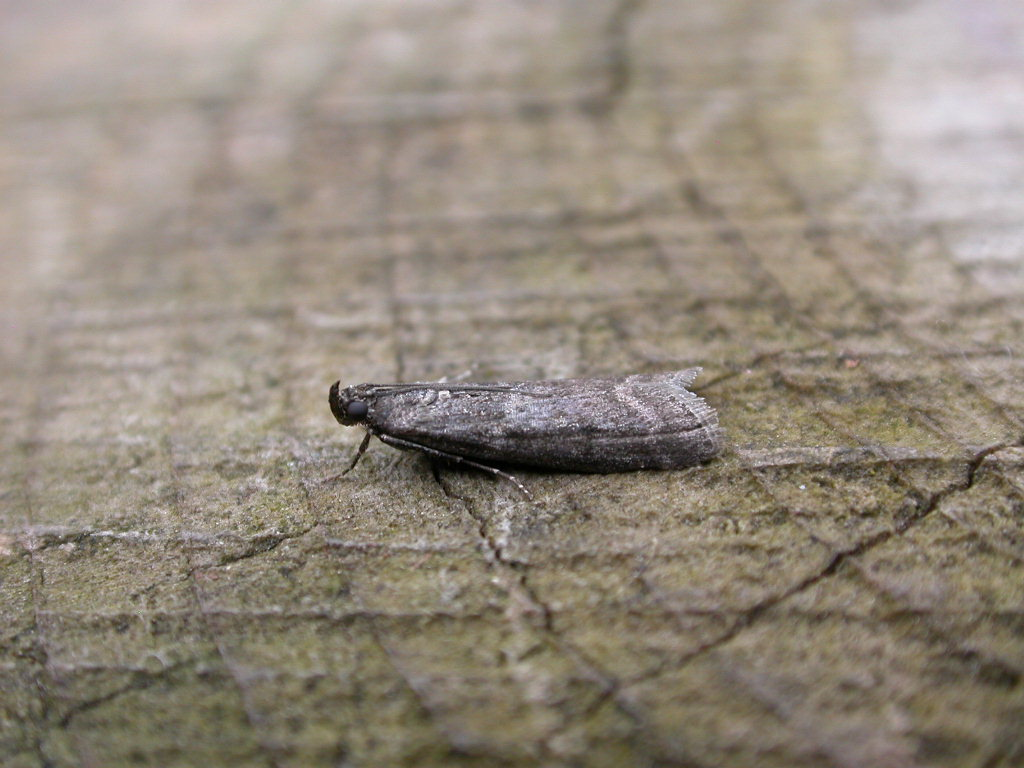
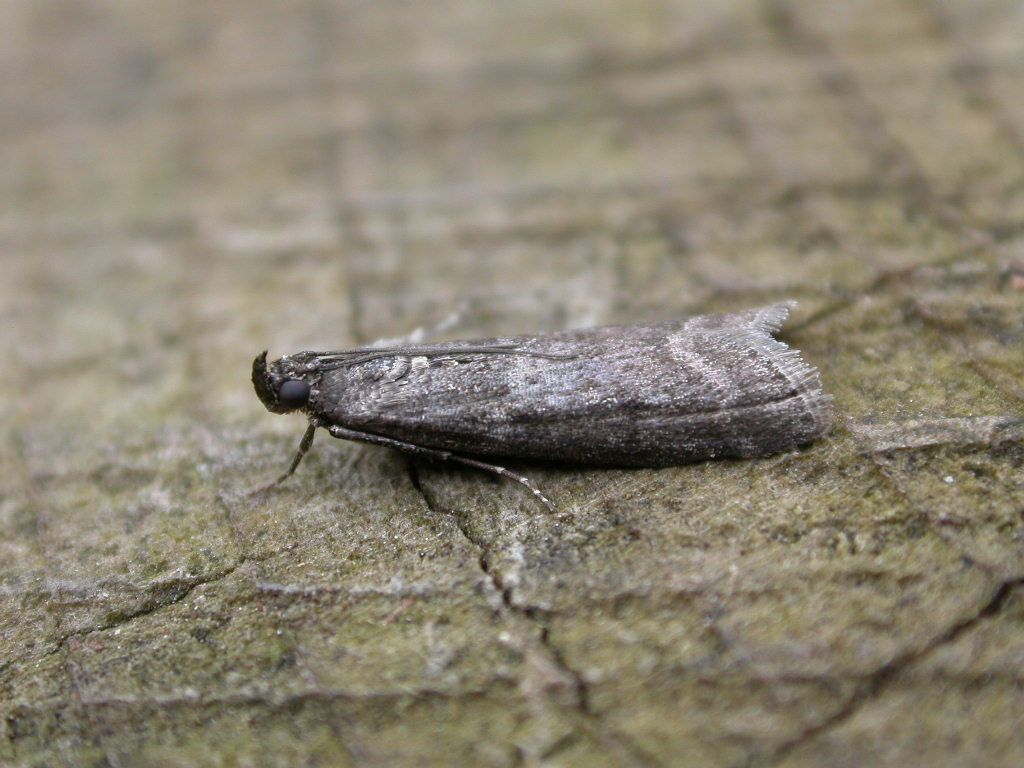

## Dottertaxa tillPyla, i alfabetisk ordning[1][2]
- Pyla aeneela
- Pyla aeneoviridella
- Pyla aenigmatica
- Pyla aequivoca
- Pyla arenaeola
- Pyla bilineata
- Pyla blackmorella
- Pyla cacabella
- Pyla carbonariella
- Pyla criddlella
- Pyla fasciella
- Pyla fasciolalis
- Pyla feella
- Pyla frigidella
- Pyla fusca
- Pyla gaspeensis
- Pyla hypochalciella
- Pyla impostor
- Pyla insinuatrix
- Pyla japonica
- Pyla manifestella
- Pyla metalicella
- Pyla moestella
- Pyla nigricula
- Pyla postalbidior
- Pyla posticella
- Pyla procellariana
- Pyla rainierella
- Pyla scintillans
- Pyla spadicella
- Pyla sylphiella
- Pyla triplagiella
- Pyla viridisuffusella